# 萩姫まつり

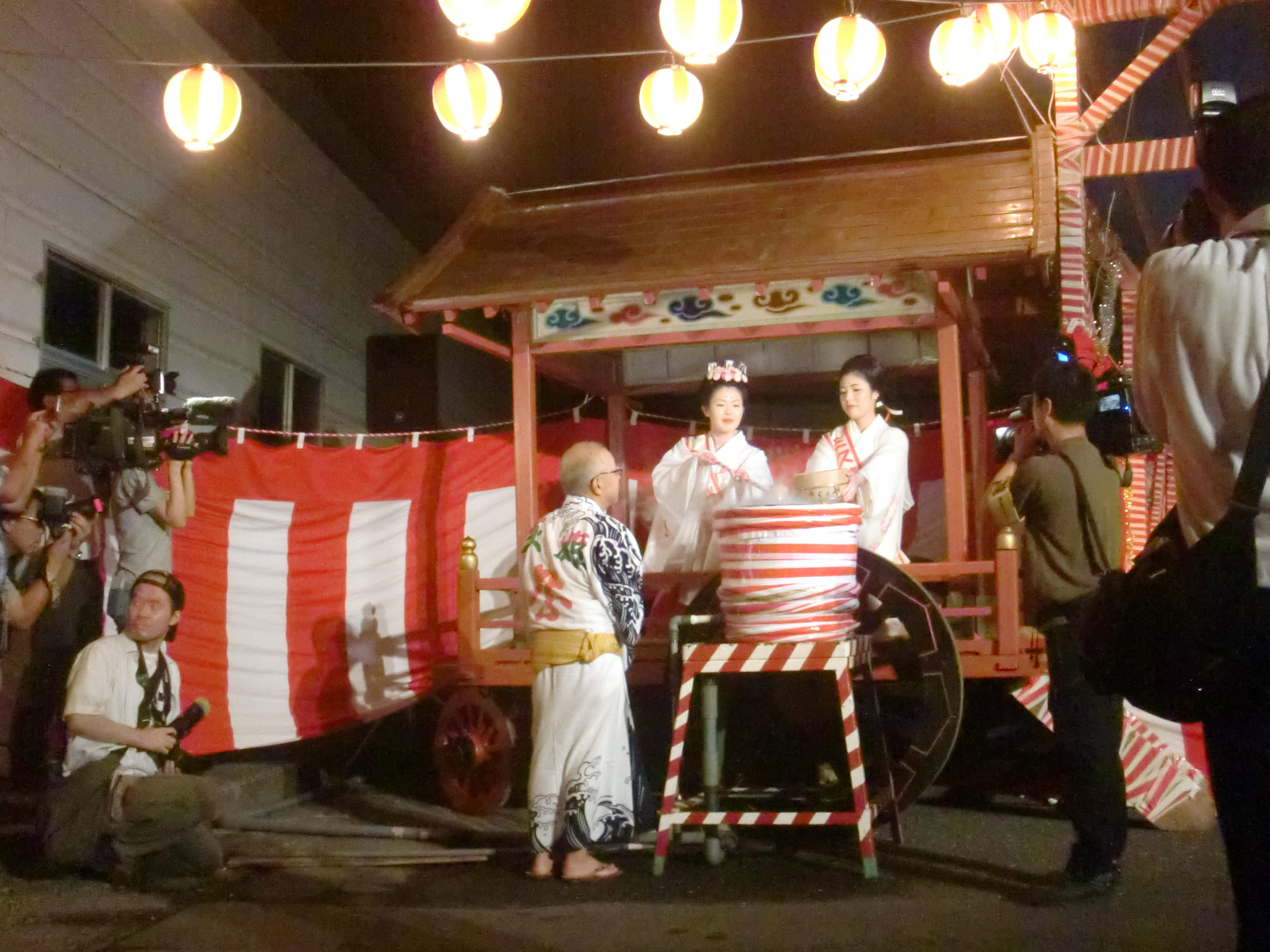
献湯祭 分湯の儀

萩姫まつり（はぎひめまつり）は、福島県郡山市熱海町の磐梯熱海温泉にて毎年8月9日、10日の2日間行われる祭り。

## 概要
萩姫伝説（#歴史で後述）にちなんだ祭りで、南北朝時代の衣装をまとった萩姫が温泉に感謝する献湯祭などの神事やステージイベント、フリーマーケット、パレードなどが行われる。

## 内容
湯泉神社会場
- 温泉感謝祭 - 1日目の昼過ぎに行われる温泉に感謝する神事、萩姫が浦安の舞を奉納[3]

蓬山源泉場会場
- 献湯祭 - 1日目の夜に行われる温泉に感謝する行事で祭りのメインイベント、郡山市熱海温泉事業所にて式典や源泉汲上げの儀、散湯の儀、分湯の儀などの神事、その他ステージイベントなど[3]

磐梯熱海駅前特設会場
- めっけ市 - 2日目の午後から夜まで行なわれるフリーマーケット、約40の出店
- ステージイベント - 磐梯熱海開湯太鼓など
- 萩姫万灯パレード - 祭りの最後に行われるパレード、婦人会手踊り、稚児衣装行列、青年みこしなど[3]

## 歴史
南北朝時代、公卿の万里小路藤房の娘、萩姫が不治の病で苦しんでいた。ある日、夢枕に立った不動明王から、都から東北方面に向かって500本目の川（現在の五百川）岸にある霊泉に浸かれば、病は全快するとのお告げを受けた。これに従って現在の磐梯熱海温泉に辿り着いた萩姫は、湯治して全快し、以前にも増して美しさを取り戻したという。
この伝説を元に1967年（昭和42年）から毎年、萩姫まつりが開催されている。